# Francisco Álvarez-Cascos
Pour les articles homonymes, voir Francisco Álvarez et Álvarez.
Francisco Álvarez-Cascos Fernández, né le 1er octobre 1947 à Madrid, est un homme politique espagnol membre du Forum des Asturies (FAC) et ancien cadre dirigeant du Parti populaire (PP).
Ingénieur des chemins, canaux et ports formé dans la région minière des Asturies puis à Madrid, il s'engage en politique dès 1976. En 1979, il est élu à 21 ans au conseil municipal de Gijón et à la députation provinciale d'Oviedo sous les couleurs de l'Alliance populaire (AP). Il poursuit son parcours électoral comme sénateur en 1982 et député autonomique l'année qui suit.
Il entame sa carrière nationale aux élections de 1986 en faisant son entrée au Congrès des députés. Trois ans après, le président du nouveau Parti populaire Manuel Fraga le désigne « numéro deux » en tant que secrétaire général.
Après que le PP a remporté la majorité relative aux élections de 1996, il intègre le gouvernement que forme José María Aznar aux postes de premier vice-président du gouvernement et ministre de la Présidence. Ses fonctions au sein du PP reviennent d'abord à Ángel Acebes comme coordonnateur général, avant que Javier Arenas ne le remplace officiellement en 1999.
Il poursuit sa mise en retrait en 2000 lorsqu'il devient ministre de l'Équipement, puis renonce à se présenter aux élections législatives de 2004.
Il annonce son retour à la vie politique en 2010 en se proposant comme chef de file du PP aux élections autonomiques de 2011 dans les Asturies. Le président du parti Mariano Rajoy ne donne pas suite et Álvarez-Cascos quitte le Parti populaire au profit du Forum des Asturies (FAC), qui en fait son candidat à la présidence de la communauté autonome. Il remporte une faible majorité relative à la Junte générale, qui lui permet d'être investi président de la principauté des Asturies.
Il dissout le Parlement dès le 30 janvier 2012, après le rejet de son projet de loi de finances. Devancé par le Parti socialiste, il est contraint de céder le pouvoir à Javier Fernández et se retire définitivement du monde politique.

## Éléments personnels

### Formation et carrière
En 1954, la famille de Francisco Álvarez-Cascos quitte le village de Valdés, dans les Asturies, en Espagne, afin de s'installer à Gijón. Il intègre, dix ans plus tard, l'école des mines d'Oviedo (ETSIMO), puis entre en 1967 à l'école technique supérieure des ingénieurs des chemins, canaux et ports (ETSICCP) de l'université polytechnique de Madrid. Il travaille brièvement dans un cabinet d'architectes, avant de se lancer dans la vie politique.

### Vie privée
Francisco Álvarez-Cascos est initialement marié avec Elisa Fernández-Escandón Ortiz, avec qui il a quatre enfants. À la suite de leur séparation, il épouse Gemma Ruiz, deux enfants supplémentaires étant issus de leur union. Le couple a ensuite divorcé, et il épouse María Porto en troisièmes noces.
Passionné de corrida, il collabore à diverses reprises avec Radio Minute pour la retransmission des compétitions organisée dans les arènes d'El Bibio, à Gijón. C'est également un amateur chasse et de pêche au saumon.

## Parcours politique

### Élu local des Asturies
Il adhère en 1976 au parti Réforme démocratique (RD), fondé par Manuel Fraga et qui fusionne avec d'autres formations un an plus tard pour constituer l'Alliance populaire (AP). À l'occasion des élections locales de 1979, il intègre le conseil municipal de Gijón, où il prend la tête des élus de l'AP jusqu'en 1986, et la Députation provinciale des Asturies.
Après l'adoption du statut d'autonomie en 1981, il devient député à la Junte générale, le Parlement asturien. Élu sénateur l'année suivante, il est désigné en 1983 porte-parole du groupe conservateur régional. Il démissionne de tous ses mandats locaux en 1986, à la suite de son élection au Congrès des députés.

### Figure nationale du PP
Du fait d'une importante crise au sein de l'Alliance populaire, un congrès est convoqué en janvier 1989 à Madrid. Celui-ci engage la refondation du parti, sous le nom de Parti populaire (PP), et désigne Manuel Fraga pour la présidence et Francisco Álvarez-Cascos pour le secrétariat général. Ce dernier est maintenu lorsque, au mois d'avril 1990, José María Aznar succède à Fraga.
Le 6 mai 1996, plus de deux mois après la victoire du PP aux élections législatives anticipées, il est nommé premier vice-président du gouvernement et ministre de la Présidence, s'installant ainsi dans le rôle de numéro deux du gouvernement, quatre mois après avoir été reconduit au poste de secrétaire général.

### Première fin de carrière et retrait
Remplacé le 30 janvier 1999 par Javier Arenas dans ses fonctions au sein du PP, il est réélu député l'année suivante et maintenu au gouvernement, mais cette fois au poste de ministre de l'Équipement. Il décide ensuite de ne pas se représenter aux élections du 14 mars 2004, et quitte alors la vie politique afin de se dédier à sa vie privée. Un an plus tard, il annonce qu'il quitte la section du parti à Gijón et adhère à celle de Madrid pour protester contre « le comportement indigne » de la présidente locale du PP, qui avait attribué à la délégation du gouvernement dans les Asturies une responsabilité politique dans les attentats du 11 mars 2004 à Madrid.

### Retour et rupture
Au cours de l'année 2009, il laisse entendre qu'il souhaite être candidat à la présidence des Asturies lors del'élection régionale du 22 mai 2011. S'il reçoit le soutien du président régional du PP, Ovidio Sánchez, l'accueil est beaucoup plus mitigé dans le reste de l'appareil régional, qui lui préfère Isabel Pérez-Espinosa, et au niveau national, la secrétaire générale María Dolores de Cospedal affirmant ne rien connaître de ses intentions. Le parti lui ayant préféré Pérez-Espinosa, il annonce au tout début de 2011 qu'il renonce à son adhésion au Parti populaire (PP) et participe, le 19 janvier, à la fondation du Forum des Asturies (FAC), dont il est aussitôt désigné président et candidat à la présidence du gouvernement régional.

### Président des Asturies
Le jour du scrutin, il arrive en tête en remportant 29,7 % des voix et seize élus sur 45, soit autant de suffrages et un siège de plus que le Parti socialiste ouvrier espagnol (PSOE), qui gouverne les Asturies depuis 1999. Toutefois, avec le score du PP, qui recueille 19,9 % des voix et dix députés, le centre droit est clairement majoritaire à la Junte générale de la principauté des Asturies. Bien qu'il ne soit pas parvenu à un accord avec son ancienne formation, il devrait être logiquement investi puisque les autres partis représentés au Parlement régional ont renoncé à présenter un candidat face à lui, ce qui les contraint à l'abstention. Dans son discours d'investiture, prononcé le 12 juillet devant les députés régionaux, il promet une forte réduction de la taille de l'administration régionale, un gouvernement ouvert au dialogue, et une aide de deux mille euros pour chaque nouvel enfant, afin de stimuler la natalité.
Ayant échoué à obtenir la majorité absolue au premier tour, il se représente devant la Junte générale le 15 juillet, pour un second tour où la majorité simple suffit. Les trois autres formations renouvelant leur abstention, Francisco Álvarez-Cascos est investi président de la principauté des Asturies par seize voix, sur 45 députés. Il prête serment le lendemain, avec l'objectif de former un gouvernement de neuf membres, sans aucun ex-dirigeant du PP l'ayant accompagné dans la création du FAC.
À la suite du rejet de son projet de budget par le Parlement régional, il décide, le 30 janvier 2012, de convoquer une élection régionale anticipée pour le 25 mars suivant. Lors de ce scrutin, il est nettement distancé par les socialistes qui, après un accord avec les écosocialistes et les centristes, font investir, le 25 mai, leur secrétaire général, Javier Fernández, à la présidence de la région.

### Controverses
Il est expulsé en 2020 du Forum des Asturies, dont il est le fondateur, à la suite d'un audit financier commandé par la nouvelle direction du parti. Il lui est reproché d'avoir fait financer par son parti ses dépenses personnelles à hauteur de 1,2 million d'euros.
L'ancien trésorier du Parti Populaire Luis Bárcenas, mis en cause dans une affaire de financements occultes du PP, affirme auprès de la justice en 2021 que Francisco Álvarez-Cascos traitait directement avec des hommes d'affaires disposés à verser de l'argent au parti au début des années 2000.